# Belfaux
Belfaux (antiguamente en alemán Gumschen) es una comuna suiza del cantón de Friburgo, situada en el distrito de Sarine. Limita al norte con la comuna de Misery-Courtion, al este con La Sonnaz, al sureste con Givisiez, al sur con Corminboeuf, al suroeste con Chésopelloz, y al oeste con Autafond y Grolley.